# Ludvík Vaculík
Ludvík Vaculík (Brumov, 23 luglio 1926 – Praga, 6 giugno 2015) è stato uno scrittore e giornalista ceco.

## Biografia
Esordì nel 1967 con il romanzo La scure.
Nel 1968 prese parte alla primavera di Praga scrivendo il cosiddetto manifesto delle Duemila Parole. Il regime sovietico gli impedì successivamente la pubblicazione di Cavie nel 1970 (Vaculík fu costretto a pubblicarlo nel 1973). 
Nel 1981 pubblicò  Il libro dei sogni boemi, seguito nel 1993 da Come si fa un ragazzo.
Nel 2001 scrisse la sua autobiografia, Con i cavalli in Moravia.